# 北谷菜切
北谷菜切（ちゃたんなきり / ちゃたんなーちりー）は、15世紀に作られたとされる日本刀（短刀）で、琉球王国王家・尚家に伝来した3振りの宝刀のうちの1つ。日本の国宝に指定され、沖縄県那覇市にある那覇市歴史博物館が所蔵している。文化財指定名称は、「青貝微塵塗腰刀拵 刀身無銘（号 北谷菜切）」。

## 概要
王家の宝刀となる前は首里の北方にある北谷の領主が所持する腰刀であったとされ、元々料理包丁を短刀に打ち直したものであるため「北谷菜切」の号が付けられたという。
いくつかの伝承があり、そのうちの1つに以下のような妖刀伝説がある（話の細部は資料等により違いがある）。
かつて琉球で農婦が赤子を斬殺するという事件が起きた。役人に捕まった農婦は「包丁で切る真似をしただけなのに赤子の首が切れてしまった」と話して殺意がなく無実であると主張した。この話を信じない役人は試しにその包丁を山羊に向けて切るそぶりで振ってみたところ、本当に山羊の首が切れてしまった。これにより農婦は赦され、包丁は短刀として鍛え直されたという。
他の伝承では、北谷菜切は硬い石をも切断する切れ味があり、今帰仁城の石垣を造る際に使われたという。

## 作風

### 刀身
刃長（はちょう、刃部分の長さ）は23センチメートル。造込（つくりこみ）は平造り、三ツ棟、反り（切先から鎺元まで直線を引いて直線から棟が一番離れている長さ）がわずかについている。刀身は使い込まれているため大きく摩滅してカミソリ風に鋭く尖っており、刃は切先（きっさき、刃の先端部分）にしか残っていない。

### 外装
拵（こしらえ）の全長は46.5センチメートル、鞘は夜光貝を細かな方形に切った螺鈿になっている。柄（つか、日本刀の握る持ち手のところ）は鮫皮のように打ち出した金板を貼っており、金具周りは唐花風の蓮華や火焔の様に表現された葉が彫金されており典型的な琉球の造作が為されている。
金を着せた小柄（こづか、刀に付属する小刀）、笄（こうがい、結髪用具）の裏には「天」の字や分銅形・鼓胴形（鼓の胴の形）の記号が彫られている。これらの記号は、琉球王府内にあった工房の製作者（もしくは製作グループ）の記号であった可能性が指摘されている。